# Fussball Club Erzgebirge Aue 2014-2015
Questa voce raccoglie le informazioni riguardanti il Fussball Club Erzgebirge Aue nelle competizioni ufficiali della stagione calcistica 2014-2015.

## Stagione
Nella stagione 2015-2016 l'Erzgebirge Aue, allenato da Falko Götz, concluse il campionato di 2. Bundesliga al 17º posto e retrocesse in 3. Liga. In coppa di Germania l'Erzgebirge Aue fu eliminato al secondo turno dal RB Lipsia.

## Rosa
| N. |                       | Ruolo | Calciatore         |
| -- | --------------------- | ----- | ------------------ |
| 33 | Germania (bandiera)   | P     | Sascha Kirschstein |
| 1  | Germania (bandiera)   | P     | Martin Männel      |
| 27 | Germania (bandiera)   | P     | Marius Schulze     |
| 31 | Germania (bandiera)   | P     | Mario Seidel       |
| 17 | Germania (bandiera)   | D     | Sebastian Hertner  |
| 15 | Germania (bandiera)   | D     | René Klingbeil     |
| 5  | Slovacchia (bandiera) | D     | Filip Lukšík       |
| 18 | Germania (bandiera)   | D     | Nils Miatke        |
| 30 | Germania (bandiera)   | D     | Fabian Müller      |
| 4  | Germania (bandiera)   | D     | Thomas Paulus      |
| 16 | Germania (bandiera)   | D     | Vladimir Ranković  |
| 24 | Spagna (bandiera)     | D     | Román Golobart     |
| 3  | Germania (bandiera)   | D     | Marcin Sieber      |
| 29 | Austria (bandiera)    | D     | Stipe Vučur        |
| 38 | Turchia (bandiera)    | C     | Selçuk Alibaz      |

| N. |                        | Ruolo | Calciatore        |
| -- | ---------------------- | ----- | ----------------- |
| 22 | Germania (bandiera)    | C     | Rico Benatelli    |
| 35 | Germania (bandiera)    | C     | Alexander Dartsch |
| 23 | Francia (bandiera)     | C     | Dorian Diring     |
| 25 | Germania (bandiera)    | C     | Clemens Fandrich  |
| 10 | Germania (bandiera)    | C     | Michael Fink      |
| 8  | Germania (bandiera)    | C     | Mike Könnecke     |
| 28 | Germania (bandiera)    | C     | Felix Kunert      |
| 21 | Germania (bandiera)    | C     | Patrick Schönfeld |
| 20 | Germania (bandiera)    | C     | Oliver Schröder   |
| 19 | Paesi Bassi (bandiera) | A     | Killien Jungen    |
| 7  | Paesi Bassi (bandiera) | A     | Romario Kortzorg  |
| 9  | Montenegro (bandiera)  | A     | Stefan Mugoša     |
| 11 | Lituania (bandiera)    | A     | Arvydas Novikovas |
| 12 | Germania (bandiera)    | A     | Thomas Sonntag    |
| 19 | Stati Uniti (bandiera) | A     | Bobby Wood        |

## Organigramma societario
Area tecnica
- Allenatore:
- Allenatore in seconda: Steffen Ziffert
- Preparatore dei portieri: Max Urwantschky
- Preparatori atletici:

## Risultati

### 2. Bundesliga

#### Girone di andata
| Arbitro: | Stegemann |

|              |           |  |
| Sylvestr 69’ | Marcatori |  |

| Arbitro: | Kempter |

|               |           |                                            |
| Okoronkwo 16’ | Marcatori | 5’, 28’ Šesták 41’ Tasaka 66’, 78’ Terodde |

| Arbitro: | Brych |

|          |           |  |
| Frahn 3’ | Marcatori |  |

| Arbitro: | Kampka |

|  |           |                            |
|  | Marcatori | 2’, 50’ Hoffer 8’ Benschop |

| Arbitro: | Gerach |

|                            |           |  |
| Heller 42’ Stroh-Engel 68’ | Marcatori |  |

| Arbitro: | Bandurski |

|                                       |           |  |
| Löning 41’ Benatelli 56’ Kortzorg 69’ | Marcatori |  |

| Arbitro: | Wingenbach |

|                |           |            |
| Hinterseer 22’ | Marcatori | 20’ Löning |

| Arbitro: | Stark |

|            |           |  |
| Müller 77’ | Marcatori |  |

| Arbitro: | Steinhaus |

|                  |           |  |
| Weilandt 8’, 17’ | Marcatori |  |

| Arbitro: | Gerach |

|                                                      |           |          |
| Klingbeil 2’ Novikovas 8’ Kortzorg 15’ Benatelli 75’ | Marcatori | 51’ Rama |

| Arbitro: | Siebert |

|            |           |              |
| Hübner 64’ | Marcatori | 57’ Kortzorg |

| Arbitro: | Dietz |

|            |           |           |
| Oumari 23’ | Marcatori | 70’ Vučur |

| Arbitro: | Dankert |

|                      |           |                      |
| Novikovas 43’ (rig.) | Marcatori | 9’ Ryu 59’ Hedenstad |

| Arbitro: | Aarnink |

|                    |           |  |
| Nazarov 74’ (rig.) | Marcatori |  |

| Arbitro: | Schmidt |

|           |           |                   |
| Vučur 56’ | Marcatori | 77’, 86’ Kreilach |

| Arbitro: | Grudzinski |

|                          |           |  |
| Orban 7’, 41’ Zimmer 27’ | Marcatori |  |

| Arbitro: | Dietz |

|            |           |                   |
| Müller 14’ | Marcatori | 82’ Titsch-Rivero |

#### Girone di ritorno
| Arbitro: | Stieler |

|  |           |              |
|  | Marcatori | 64’ Sylvestr |

| Arbitro: | Kampka |

|          |           |               |
| Weis 90’ | Marcatori | 33’ Klingbeil |

| Arbitro: | Cortus |

|                                 |           |  |
| Alibaz 45’ Schönfeld 58’ (rig.) | Marcatori |  |

| Arbitro: | Brand |

|                                     |           |                          |
| Bellinghausen 26’ Liendl 83’ (rig.) | Marcatori | 15’, 31’ Wood 34’ Mugoša |

| Arbitro: | Steinhaus |

|  |           |             |
|  | Marcatori | 83’ Gondorf |

| Amburgo 1º marzo 2015, ore 13:30 CET 23ª giornata | St. Pauli | 0 – 0 referto | Erzgebirge Aue | Millerntor-Stadion (22 590 spett.)\| Arbitro: \| Schmidt \| |
| Arbitro:                                          | Schmidt   |               |                |                                                             |

| Arbitro: | Weiner |

|  |           |                                         |
|  | Marcatori | 65’ Lex 77’ Morales 90’ (rig.) Hartmann |

| Arbitro: | Wingenbach |

|                                       |           |  |
| Hofmann 36’ Quaner 72’ Steinhöfer 88’ | Marcatori |  |

| Aue 22 marzo 2015, ore 13:30 CET 26ª giornata | Erzgebirge Aue | 0 – 0 referto | Greuther Fürth | Sparkassen-Erzgebirgsstadion (7 600 spett.)\| Arbitro: \| Thomsen \| |
| Arbitro:                                      | Thomsen        |               |                |                                                                      |

| Arbitro: | Aarnink |

|  |           |             |
|  | Marcatori | 5’ Kortzorg |

| Arbitro: | Brand |

|  |           |             |
|  | Marcatori | 74’ Mühling |

| Arbitro: | Bandurski |

|               |           |  |
| Benatelli 59’ | Marcatori |  |

| Arbitro: | Kempter |

|                                                           |           |                    |
| Hochscheidt 2’ Zuck 69’ Berggreen 77’ Pfitzner 88’ (rig.) | Marcatori | 11’ Wood 31’ Vučur |

| Arbitro: | Winkmann |

|                              |           |            |
| Mugoša 19’, 75’ Fandrich 85’ | Marcatori | 71’ Torres |

| Arbitro: | Wingenbach |

|                |           |                         |
| Kobylański 64’ | Marcatori | 23’ Mugoša 62’ Fandrich |

| Aue 17 maggio 2015, ore 15:30 CEST 33ª giornata | Erzgebirge Aue | 0 – 0 referto | Kaiserslautern | Sparkassen-Erzgebirgsstadion (15 300 spett.)\| Arbitro: \| Sippel \| |
| Arbitro:                                        | Sippel         |               |                |                                                                      |

| Arbitro: | Dingert |

|                        |           |                                 |
| Kraus 55’ Leipertz 72’ | Marcatori | 80’ (rig.) Schönfeld 88’ Männel |

### Coppa di Germania
| Arbitro: | Willenborg |

|  |           |               |
|  | Marcatori | 39’ Okoronkwo |

| Arbitro: | Stieler |

|                                         |           |                        |
| Poulsen 90’ Kaiser 97’ (rig.) Boyd 109’ | Marcatori | 20’ (aut.) Klostermann |

## Statistiche

### Statistiche di squadra
| Competizione      | Punti | In casa | In casa | In casa | In casa | In casa | In casa | In trasferta | In trasferta | In trasferta | In trasferta | In trasferta | In trasferta | Totale | Totale | Totale | Totale | Totale | Totale | DR  |
| Competizione      | Punti | G       | V       | N       | P       | Gf      | Gs      | G            | V            | N            | P            | Gf           | Gs           | G      | V      | N      | P      | Gf     | Gs     | DR  |
| ----------------- | ----- | ------- | ------- | ------- | ------- | ------- | ------- | ------------ | ------------ | ------------ | ------------ | ------------ | ------------ | ------ | ------ | ------ | ------ | ------ | ------ | --- |
| 2. Bundesliga     | 36    | 17      | 6       | 3       | 8       | 18      | 21      | 17           | 3            | 6            | 8            | 14           | 26           | 34     | 9      | 9      | 16     | 32     | 47     | -15 |
| Coppa di Germania | -     | 0       | 0       | 0       | 0       | 0       | 0       | 2            | 1            | 0            | 1            | 2            | 3            | 2      | 1      | 0      | 1      | 2      | 3      | -1  |
| Totale            | -     | 17      | 6       | 3       | 8       | 18      | 21      | 19           | 4            | 6            | 9            | 16           | 29           | 36     | 10     | 9      | 17     | 34     | 50     | -16 |

### Andamento in campionato
| Giornata  | 1  | 2  | 3  | 4  | 5  | 6  | 7  | 8  | 9  | 10 | 11 | 12 | 13 | 14 | 15 | 16 | 17 | 18 | 19 | 20 | 21 | 22 | 23 | 24 | 25 | 26 | 27 | 28 | 29 | 30 | 31 | 32 | 33 | 34 |
| --------- | -- | -- | -- | -- | -- | -- | -- | -- | -- | -- | -- | -- | -- | -- | -- | -- | -- | -- | -- | -- | -- | -- | -- | -- | -- | -- | -- | -- | -- | -- | -- | -- | -- | -- |
| Luogo     | T  | C  | T  | C  | T  | C  | T  | C  | T  | C  | T  | T  | C  | T  | C  | T  | C  | C  | T  | C  | T  | C  | T  | C  | T  | C  | T  | C  | C  | T  | C  | T  | C  | T  |
| Risultato | P  | P  | P  | P  | P  | V  | N  | V  | P  | V  | N  | N  | P  | P  | P  | P  | N  | P  | N  | V  | V  | P  | N  | P  | P  | N  | V  | P  | V  | P  | V  | V  | N  | N  |
| Posizione | 16 | 17 | 17 | 17 | 18 | 18 | 17 | 16 | 17 | 13 | 14 | 15 | 15 | 15 | 16 | 18 | 17 | 17 | 18 | 16 | 15 | 16 | 16 | 16 | 18 | 17 | 17 | 17 | 17 | 18 | 16 | 16 | 17 | 17 |

Legenda:

Luogo: C = Casa; T = Trasferta. Risultato: V = Vittoria; N = Pareggio; P = Sconfitta.

### Statistiche dei giocatori
| Giocatore      | 2. Bundesliga | 2. Bundesliga | 2. Bundesliga | 2. Bundesliga | Coppa di Germania | Coppa di Germania | Coppa di Germania | Coppa di Germania | Totale   | Totale | Totale      | Totale     |
| Giocatore      | Presenze      | Reti          | Ammonizioni   | Espulsioni    | Presenze          | Reti              | Ammonizioni       | Espulsioni        | Presenze | Reti   | Ammonizioni | Espulsioni |
| -------------- | ------------- | ------------- | ------------- | ------------- | ----------------- | ----------------- | ----------------- | ----------------- | -------- | ------ | ----------- | ---------- |
| S. Kirschstein | 1             | 0             | 0             | 0             | -                 | -                 | -                 | -                 | 1        | 0      | 0           | 0          |
| M. Männel      | 33            | 1             | 3             | 0             | 2                 | 0                 | 1                 | 0                 | 35       | 1      | 4           | 0          |
| M. Schulze     | -             | -             | -             | -             | -                 | -                 | -                 | -                 | -        | -      | -           | -          |
| M. Seidel      | -             | -             | -             | -             | -                 | -                 | -                 | -                 | -        | -      | -           | -          |
| S. Hertner     | 10            | 0             | 2             | 0             | -                 | -                 | -                 | -                 | 10       | 0      | 2           | 0          |
| R. Klingbeil   | 22            | 2             | 1             | 0             | 2                 | 0                 | 0                 | 0                 | 24       | 2      | 1           | 0          |
| F. Lukšík      | 17            | 0             | 1             | 0             | 1                 | 0                 | 0                 | 0                 | 18       | 0      | 1           | 0          |
| N. Miatke      | 10            | 0             | 1             | 1             | 1                 | 0                 | 0                 | 0                 | 11       | 0      | 1           | 1          |
| F. Müller      | 31            | 2             | 4             | 0             | 1                 | 0                 | 1                 | 0                 | 32       | 2      | 5           | 0          |
| T. Paulus      | 15            | 0             | 2             | 0             | -                 | -                 | -                 | -                 | 15       | 0      | 2           | 0          |
| V. Ranković    | 11            | 0             | 1             | 0             | -                 | -                 | -                 | -                 | 11       | 0      | 1           | 0          |
| R. Golobart    | 4             | 0             | 0             | 0             | -                 | -                 | -                 | -                 | 4        | 0      | 0           | 0          |
| M. Sieber      | 3             | 0             | 0             | 0             | -                 | -                 | -                 | -                 | 3        | 0      | 0           | 0          |
| S. Vučur       | 33            | 3             | 5             | 0             | 1                 | 0                 | 0                 | 0                 | 34       | 3      | 5           | 0          |
| S. Alibaz      | 13            | 1             | 0             | 0             | -                 | -                 | -                 | -                 | 13       | 1      | 0           | 0          |
| R. Benatelli   | 29            | 3             | 7             | 0             | 1                 | 0                 | 0                 | 0                 | 30       | 3      | 7           | 0          |
| A. Dartsch     | 5             | 0             | 0             | 0             | -                 | -                 | -                 | -                 | 5        | 0      | 0           | 0          |
| D. Diring      | 12            | 0             | 1             | 0             | 1                 | 0                 | 0                 | 0                 | 13       | 0      | 1           | 0          |
| C. Fandrich    | 12            | 2             | 0             | 0             | -                 | -                 | -                 | -                 | 12       | 2      | 0           | 0          |
| M. Fink        | 28            | 0             | 7             | 0             | 2                 | 0                 | 0                 | 0                 | 30       | 0      | 7           | 0          |
| M. Könnecke    | 20            | 0             | 1             | 0             | 1                 | 0                 | 0                 | 0                 | 21       | 0      | 1           | 0          |
| F. Kunert      | -             | -             | -             | -             | -                 | -                 | -                 | -                 | -        | -      | -           | -          |
| P. Schönfeld   | 27            | 2             | 4             | 0             | 1                 | 0                 | 0                 | 0                 | 28       | 2      | 4           | 0          |
| O. Schröder    | 18            | 0             | 3             | 0             | 2                 | 0                 | 0                 | 0                 | 20       | 0      | 3           | 0          |
| K. Jungen      | -             | -             | -             | -             | -                 | -                 | -                 | -                 | -        | -      | -           | -          |
| R. Kortzorg    | 28            | 4             | 7             | 0             | 2                 | 0                 | 0                 | 0                 | 30       | 4      | 7           | 0          |
| S. Mugoša      | 15            | 4             | 2             | 0             | -                 | -                 | -                 | -                 | 15       | 4      | 2           | 0          |
| A. Novikovas   | 21            | 2             | 5             | 0             | 2                 | 0                 | 0                 | 0                 | 23       | 2      | 5           | 0          |
| T. Sonntag     | 1             | 0             | 0             | 0             | -                 | -                 | -                 | -                 | 1        | 0      | 0           | 0          |
| B. Wood        | 9             | 3             | 2             | 0             | -                 | -                 | -                 | -                 | 9        | 3      | 2           | 0          |
| H. Anier       | 6             | 0             | 1             | 0             | 2                 | 0                 | 0                 | 0                 | 8        | 0      | 1           | 0          |
| P. Hauck       | 3             | 0             | 0             | 0             | -                 | -                 | -                 | -                 | 3        | 0      | 0           | 0          |
| I. González    | 2             | 0             | 0             | 0             | 1                 | 0                 | 0                 | 0                 | 3        | 0      | 0           | 0          |
| F. Löning      | 18            | 2             | 1             | 0             | 2                 | 0                 | 0                 | 0                 | 20       | 2      | 1           | 0          |
| S. Okoronkwo   | 8             | 1             | 0             | 0             | 1                 | 1                 | 0                 | 0                 | 9        | 2      | 0           | 0          |
| T. Schulz      | 3             | 0             | 1             | 0             | 2                 | 0                 | 1                 | 0                 | 5        | 0      | 2           | 0          |